# Marco De Gasperi
Marco De Gasperi (Bormio, 5 aprile 1977) è un fondista di corsa in montagna italiano.
Il suo allenatore è Paolo Germanetto.

## Carriera
L'attività agonistica di Marco De Gasperi comincia nel 1992 quando partecipa alle competizioni nella categoria allievi. Nella categoria juniores ottiene i primi risultati di prestigio: nel 1995 (a Edimburgo) e nel 1996 (a Tefles) conquista con la nazionale italiana la Coppa del Mondo a squadre di corsa in montagna. A Tefles (1996) vince il titolo individuale di campione mondiale di corsa in montagna nella categoria juniores e nello stesso anno vince anche i campionati italiani.
Nel settembre 1997, al primo anno nella categoria seniores, vince in Repubblica Ceca il titolo iridato divenendo l'unico atleta vincente il titolo mondiale sia da junior sia al primo anno nella categoria assoluta.
A quel primo titolo mondiale assoluto seguiranno gli allori mondiali individuali di corsa in montagna del 1999, 2001, 2003 e 2007, tutti caratterizzati da percorsi di gara comprensivi di ascesa e discesa. All'indomani della sua 6^ vittoria della Coppa del Mondo, nel 2007, ha voluto dedicare il suo trionfo al fisioterapista della Federazione Italiana Santino Centi, da poco scomparso e suo grandissimo amico.
Nel 2001, vince la classifica generale della coppa del mondo di corsa in montagna, evento che si disputa su più prove.
Oltre alle prove di mezzofondo, De Gasperi ama affrontare anche competizioni di maggiore lunghezza. Ad esempio nel 2003 vince col tempo allora record di 2h 36' 59" (poi da lui stesso migliorato nel 2010) la Mt. Kinabalu International Climbathon nel Borneo malese, una prova di salita e discesa per complessivi 21 km ed un dislivello positivo di 2250 metri che impone agli atleti di raggiungere i 4095 m. della più alta vetta malese.
Nel corso del 2007, coglie anche il primo titolo europeo di Skyrunning assegnato alla Skyrace Valmalenco Valposchiavo, gara internazionale di 30 km il cui percorso conduce gli atleti dall'Italia alla Svizzera.
Nel 2007 e nel 2008 è invitato nei Paesi Baschi dagli organizzatori della popolare gara di corsa in montagna Kolitza-Balmaseda e De Gasperi si impone col record in entrambe le partecipazioni. Nel 2007 vince (in 51'34") il duello diretto preparato dagli organizzatori della gara con il fortissimo messicano Ricardo Mejía. Nel luglio 2008 si è ripetuto sul Kolitza in un'attesissima sfida con il nuovo fenomeno delle skyrace, il catalano Kílian Jornet Burgada, stabilendo nuovamente il record di andata e ritorno in 50'34".
Il 10 agosto 2008, De Gasperi arricchisce ulteriormente il suo palmarès vincendo in Svizzera la 35ª edizione della Sierre-Zinal ("La course des cinq 4000" nel Canton Vallese).. La corsa dei "5 Quattromila" (soprannome derivante dalle maestose cime che si affacciano sul percorso), si dice che stia alla corsa in montagna come New York sta alla maratona. Prima di lui l'unico italiano ad imporsi in questa superclassica di 31 km in montagna è stato Aldo Allegranza (nel 1976 e nel 1983). Partito senza eccedere, De Gasperi ha gestito e poi distanziato gli avversari terminando in 2h 30' 50", ad una manciata di secondi dal tempo record (2h 29' 12") stabilito nel 2003 da Jonathan Wyatt. A quasi 5' si classifica secondo il ceco Robert Krupicka e terzo è lo specialista delle SkyRace Roc Agusti, con un ritardo di oltre 7'.
Oltre ai successi in montagna Marco De Gasperi si è affermato anche quale uno degli atleti più forti nelle Run-Up, le corse sulle scale dei grattacieli. 
Nel suo palmarès si annoverano: 
- la vittoria nel 2007 sul Taipei 101 (508 m), impiegando 11'39" per salire i 91 piani (2046 gradini) della gara sul grattacielo taiwanese che in quel momento era il più alto al mondo (superato recentemente dal Burj Dubai).
- le vittorie nel 2007 (alla prima edizione, col tempo di 3'44") e nel 2009 (col tempo di 3'42") al "Vertical Sprint" sui 31 piani del grattacielo Pirelli di Milano (127 m).[3]
- il secondo posto a New York all'"Empire State Building Run-Up" del 2009 col tempo di 10'29".
- le vittorie nel 2010 nuovamente sul grattacielo taiwanese Taipei 101 in 11'09", precedendo il neozelandese Jonathan Wyatt ed il tedesco Thomas Dold; e nella 1ª edizione del Vertical Circuit di San Paolo del Brasile in 3'43".

Sui sentieri di montagna europei nel 2009 a Tefles (in Austria) ai Campionati europei di Corsa in Montagna, De Gasperi conquista l'argento individuale dietro al turco Ahmet Aslan, al suo terzo oro europeo consecutivo e contribuisce con Martin Dematteis e Riccardo Sterni alla conquista dell'ennesimo oro a squadre per la nazionale italiana.
Nel 2010, in Bulgaria, è di nuovo medaglia europea, questa volta di bronzo, dietro allo stesso turco che si riconferma campione europeo per la quarta volta consecutiva ed al già citato Martin Dematteis. Grazie al contemporaneo quinto posto di Gabriele Abate ed al sesto posto di Bernard Dematteis, è anche di nuovo oro a squadre per il team italiano.
Il 2010 agonistico di De Gasperi si conclude con due prestigiose affermazioni.
L'11 settembre 2010 il corridore bormino trionfa in Svizzera nella 18ª edizione della Jungfrau Marathon, gara su terreno misto in cui 5000 atleti partendo da Interlaken sono chiamati a raggiungere i 2205 metri d'altitudine del passo alpino Kleine Scheidegg nel cantone di Berna. Con un percorso caratterizzato dai primi 25 km prevalentemente in piano, seguiti da 16 km di forte ascesa ed un ultimo chilometro di discesa, De Gasperi prendeva l'avvio cauto e transitava in 14ª posizione alla mezza maratona, da dove iniziava uno strepitoso recupero che lo portava a tagliare vittorioso il traguardo in 2h 56'42" con oltre 6 minuti di vantaggio sul secondo classificato, lo svizzero Marc Lauenstein.
Il 24 ottobre invece, alla prima gara dalla nascita della primogenita, torna sul monte Kinabalu in Malesia dove conquistò il titolo mondiale del 1999 e dove trionfò nell'Int'l Climbathon nel 2003. Ripresentatosi al via della Climbathon dopo 7 anni, torna alla vittoria di questa prestigiosa gara valida anche come prova conclusiva delle Skyrunner World Series 2010. In tale occasione De Gasperi segna in Malesia il tempo record sia dell'ascesa (2229 m. di dislivello positivo) alla vetta del monte Kinabalu (4095 m) in 1h 35'29", sia della gara complessiva in 2h 33' e 56".
Il 14 agosto 2011 ritorna a correre anche sui sentieri del canton vallese nella mitica Sierre-Zinal e bissando il successo del 2008 si impone, col tempo di 2h 30' 18", davanti al portoghese Cesar Costa ed allo spagnolo Kilian Jornet Burgada.
Il 1º luglio 2015, stabilisce un nuovo record di ascesa-discesa: su un tracciato lungo 19,5 km e con un dislivello positivo di 2000 m, De Gasperi ha corso Solda - Monte Ortles - Solda in 2h36'. Dopo due settimane, il 16 luglio, Marco De Gasperi affronta il Monte Bianco stabilendo un nuovo record di velocità di salita e discesa lungo il medesimo percorso del precedente detentore, Fabio Meraldi, record che resisteva da ben venti anni e che egli sigla in 6 ore 43 minuti e 52 secondi.
Da qualche anno collabora attivamente con il sito www.corsainmontagna.it e con l'Associazione Nazionale Amici Corsa in Montagna per la diffusione e la promozione della Corsa in Montagna presso i mass media ed il grande pubblico.

## Palmarès
- 6 Campionati mondiali di corsa in montagna:

1. 1996 Telfes im Stubai  Austria (cat. juniores)
2. 1997 Malé Svatotnovice  Rep. Ceca
3. 1999 Kinabalu Park  Malaysia
4. 2001 Arta Terme  Italia
5. 2003 Girwood (Alaska)  Stati Uniti
6. 2007 Ovronnaz Saillon  Svizzera

- 11 Coppe del Mondo a squadre di corsa in montagna: 1997-2004, 2007-2008 e 2011
- 1 Campionato europeo di corsa in montagna nel 2004 a Korbielow  Polonia
- 14 Coppe Europa a squadre di corsa in montagna: 1997-1999, 2001-2005, 2007-2012
- 1 Campionato europeo di Skyrunning nel 2007 alla Skyrace Valmalenco Valposchiavo  Italia Svizzera
- 3 Campionati italiani individuali di corsa in montagna: 2002, 2003, 2004
- 9 Campionati italiani a staffetta:

1. 2001 Almese (To)
2. 2002 Gazzaniga (Bg)
3. 2003 Sesto Fiorentino (Pt)
4. 2004 San Giovanni Bianco (Bg)
5. 2005 Celle di Macra (Cn)
6. 2007 Morbegno (So)
7. 2008 Povo di Trento (Tn)
8. 2009 Capracotta (Is)
9. 2010 Arco di Trento (Tn)

- 1. nel 2003 e nel 2010 alla 17ª e alla 24ª edizione della Int'l Climbathon sul Monte Kinabalu (4095 m. d'altitudine)  Malaysia
- 1. nel 2008, nel 2011 e nel 2012 alla classica alpina di Sierre-Zinal  Svizzera ("La course des cinq 4000")
- 1. nel 2010 alla 18ª edizione della Jungfrau Marathon  Svizzera

Inoltre ha detenuto per circa due anni il record del mondo (31'42") sul kilometro verticale (1000 m di dislivello) ottenuto nel 2008 nella classica Chiavenna-Lagunch (So), battuto soltanto nel luglio 2010 da Martin Dematteis (31'01").
Ha gareggiato più di 25 volte per la nazionale in competizioni internazionali.